# シャルル・ド・グルー
シャルル・ド・グルー（Charles de Groux または Charles Degroux、1825年8月25日 - 1870年3月30日）は、ベルギーとの国境近くのフランスの街に生まれた画家である。ベルギーで活動した。下層階級の生活を描いた「写実主義」の画家で、コンスタンタン・ムーニエやウジェーヌ・ラールマンスといったベルギーの写実主義の画家の先駆けとなった。

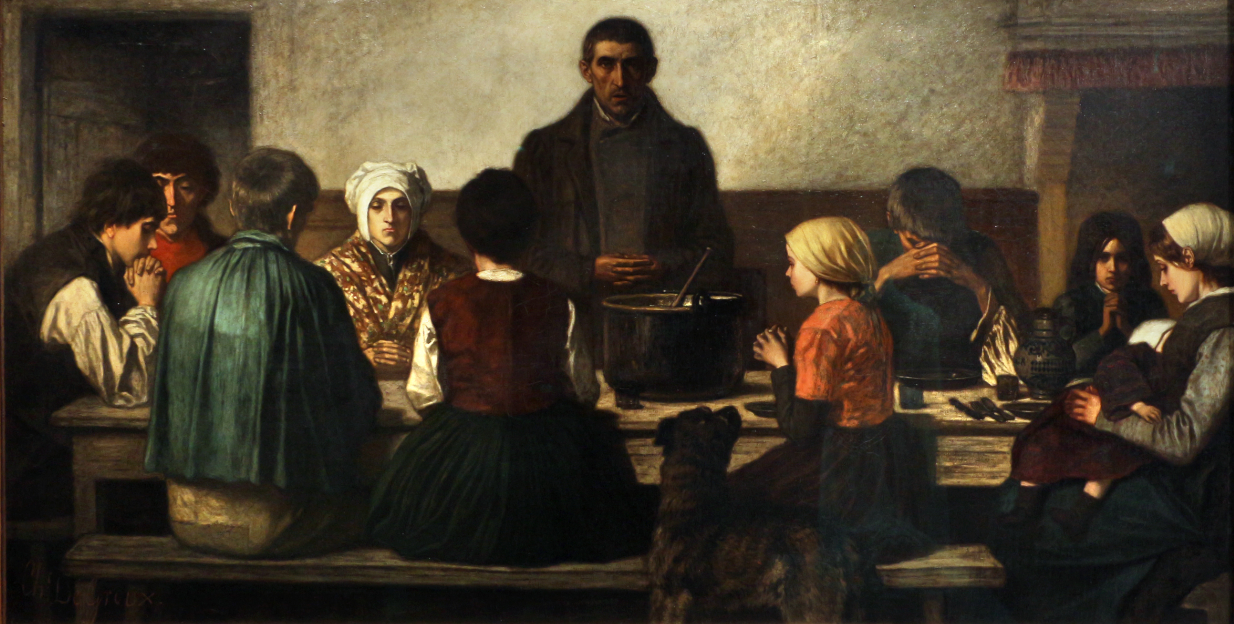
夕食前の祈り(1861)
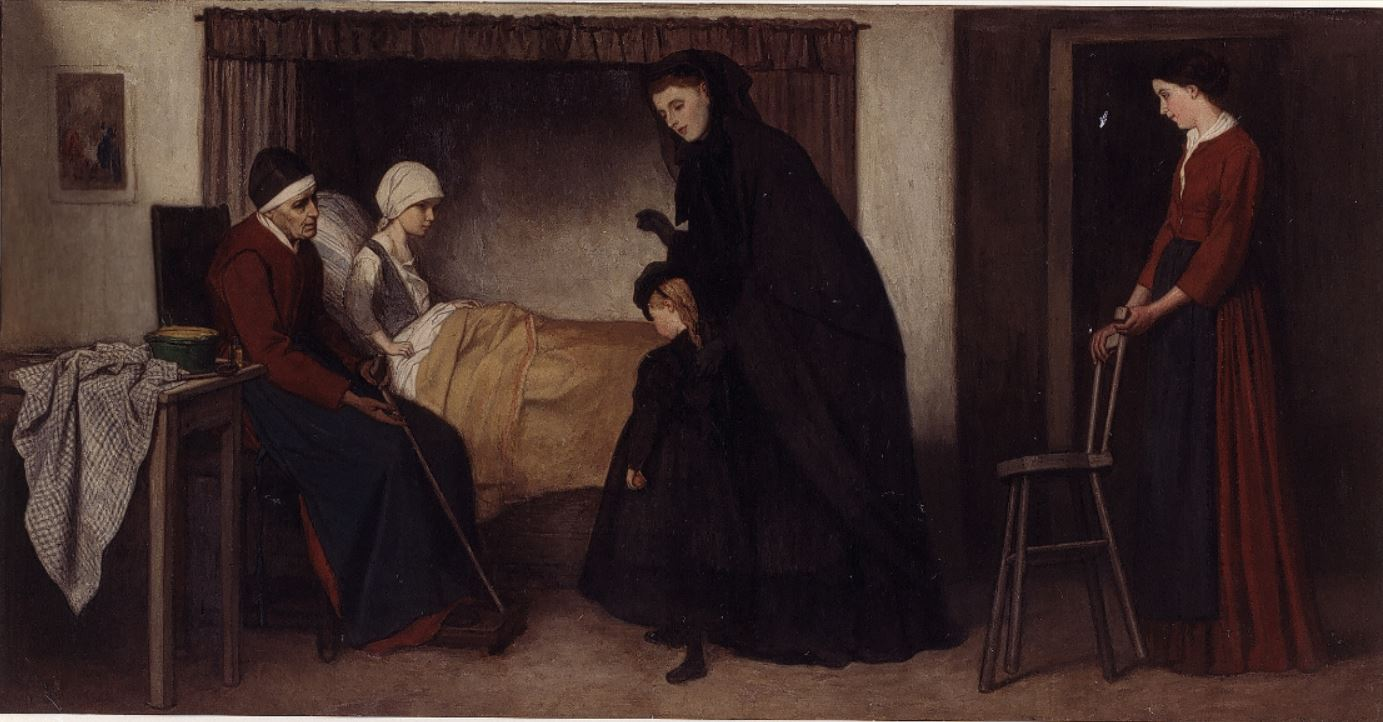
病人の見舞い

## 略歴
ノール県のフランスとベルギーの国境の街のコミーヌで生まれた。1833年に家族とベルギーのブリュッセルに移った。何度かベルギーの市民権をとろうとしたが生涯を通じてフランス国籍のままであった。ブリュッセル王立美術アカデミーに入学し、1843年からフランソワ＝ジョセフ・ナヴェスに学んだ 。
1849年に結婚し、1851年に1年間、デュセルドルフで学んだ。1853年に酔っ払いとその家族を描いた作品で成功した。有名なベルギーのイラストレーター、フェリシアン・ロップスが創刊した風刺週刊誌「Uylenspiegel」のイラストレーターを務めた。この頃フランスの写実主義の画家、ギュスターヴ・クールベと展覧会で会い、影響を受けた。
1856年に設立されたベルギー王立水彩画家協会(Société royale belge des aquarellistes)の会員となり、1868年に自由美術協会(Société Libre des Beaux-Arts)の会員として活動した。自由美術協会はブリュッセルを拠点に1876年まで活動した。政府からJan Swertsや Godfried Guffensらとイーペルの歴史的建造物「衣料会館」(Ypres Cloth Hall)の装飾の仕事の依頼を受けたが、その仕事を完成させる前に44歳で死去した。
息子のアンリ・ド・グルーは象徴主義の画家として知られる。

## 作品
- 夕食前の祈り(1861)
- 病人の見舞い